# Taman Siswa

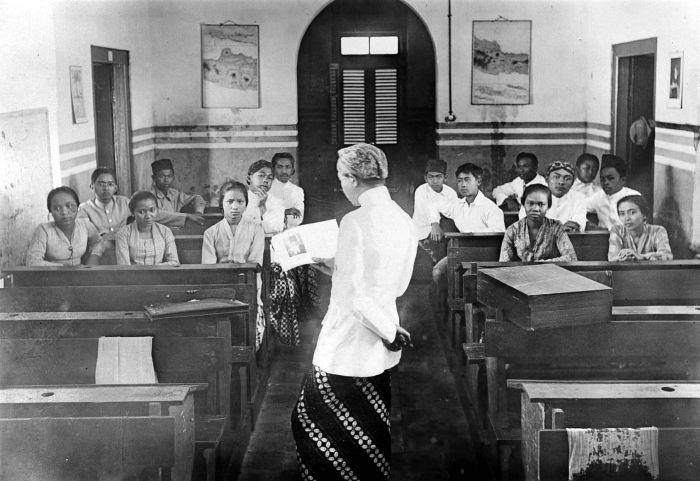
Classe d'une école fondée par le mouvement Taman Siswa.

Le Taman Siswa (littéralement, « Jardin d'étudiants ») était un mouvement éducatif javanais qui se développa dans le cadre de la colonisation néerlandaise de l'actuelle Indonésie à l'initiative de Ki Hajar Dewantara (1889-1959). Ce membre de l'aristocratie javanaise fonda le mouvement Taman Siswa en juillet 1922. Il s'agissait pour lui de ne pas laisser au seul colonisateur néerlandais la charge de proposer un système d'enseignement aux indigènes d'Indonésie, mais de faire émerger des rangs mêmes des colonisés un système éducatif performant, reposant à la fois sur des perspectives javanaises traditionnelles et sur les apports de l'occident en matière d'éducation.